# Constituția Greciei din 1975
Constituția Greciei este legea fundamentală a Greciei. Ea a fost adoptată de cea de-a 5 a Adunare Constituantă a Greciei la data de 11 iunie 1975, forma actuală fiind cea rezultată în urma modificărilor din martie 1986 și din 2001.

## Regimul juridic al Greciei
Grecia sau, pe numele său oficial, Republica Elenă, și-a declarat independența față de Imperiul Otoman în anul 1829. Grecii își sărbătoresc independența pe data de 25 martie. 
Statutul politic al Greciei este acela de Republică Parlamentară Prezidențială. Forma actuală a acestei denumiri a fost pusă în vigoare odată cu referendumul organizat în data de 8 decembrie 1974, prin care 70% din populație a eliminat orice elemente monarhice ale sistemului constituțional.

## Structura constituției
Constituția Greciei începe cu fraza: “În numele Sfintei, Cosubstanțiale și Indivizibilei Treimi”, marcă a religiei majoritar ortodoxe a populației acestei țări.
Structura constituției este una sistematic împărțită în părți, secțiuni, capitole și articole.În total sunt 120 de articole.
Din 1975, Constituția Republicii Elene a suferit două revizuiri: una în 1986 și alta în 2001.
Constituția din 1975 cuprindea o serie de drepturi individuale și sociale care răspundeau nevoilor acelui timp. Statul de drept era protejat în mod efectiv și exista o prevedere privind participarea țării la organizațiile internaționale și-indirect- la Comunitatea Economică Europeană. 
Constituția din 1986 introducea un sistem guvernamental pur; definind sistemul politic al Greciei drept o Democrație Parlamentară cu Președintele ca șef al statului. Cu alte cuvinte, sistemul este centrat în jurul Parlamentului, una dintre cele două autorități legislative ale țării. Cealaltă autoritate legislativă fiind Președintele Republicii.
Constituția din 2001 a introdus noi drepturi individuale (cum ar fi protecția identității genetice sau a datelor personale din procesarea electronică); a introdus noi reguli privind transparența în viața politică (referitor, de ex. La finanțele partidelor politice, cheltuielile electorale, relațiile proprietarilor media cu statul etc.), a reorganizat funcționarea Parlamentului și a întărit descentralizarea. De remarcat faptul că revizuirea din 2001 nu a privit nicio dispoziție majoră referitoare la forma de guvernământ, fapt care o diferențiază de cea din 1986.
În domeniul integrării europene, trei modificări au o importanță deosebită: clauza interpretativă de la art.28 conform căreia această dispoziție constituțională funcționează ca temei constituțional pentru participarea Greciei la procesul de integrare europeană; clauza interpretativă de la art. 80 se referă în mod expres la participarea Greciei la Uniunea Economică și Monetară și la zona euro; și, noul paragraf8 al art. 70 impune ca Guvernul să informeze Parlamentul asupra procedurii cu caracter legislative care se derulează în cadrul U.E și în special la nivel Consiliului European.
În structura sa găsim patru parți majore.
Partea I – este partea care conține prevederile fundamentale. Aceasta are la rândul sau 2 secțiuni: 
- Secțiunea I- statuează că forma de guvernământ este democrația parlamentare
- Secțiunea II -reglementează relația dintre Biserică și Stat.

Partea II – este partea care vorbește despre drepturile individuale și sociale. Aceste prevederi se întind pe mai bine de 20 de articole și reglementează:
- cetățenia și egalitatea
- libertatea și integritatea
- arestul
- vinovăția
- dreptul la justiție
- inviolabilitatea casei
- dreptul la petiție
- dreptul la miting și demonstrații pașnice
- dreptul de asociere
- dreptul la religie
- dreptul la libera exprimare și la libertatea presei
- dreptul la o mass media supravegheată de stat
- dreptul la educație
- dreptul la proprietate
- confidențialitatea corespondenței
- recurgerea la curtea de justiție
- instituția familiei
- securitatea socială și dreptul la muncă
- dreptul la sindicat și la grevă
- situația mediului înconjurator
- protecția drepturilor fundamentale.

Partea III – În partea a III a se prezintă “Organizația și funcțiile statului”. Cuprinde 6 secțiuni:
- Secțiunea I – prevederi generale
- Secțiunea II -Președintele republicii
- Secțiunea III –Parlamentul
- Secțiunea IV – Guvernul
- Secțiunea V – Autoritatea Judiciară
- Secțiunea VI – Administrația.

Foarte pe larg sunt prezentate, în trei capitole, toate reglementările privitoare la președintele republicii, care este practic al doilea organ legiferant al țării, după parlament. De asemenea și Parlamentul, dar și Guvernul, Autoritatea Judiciară sau Administrația au parte de detalieri amănunțite ale procedurilor de formare și de funcționare.
Este bine totuși să ne oprim un pic asupra prevederilor Secțiunii II , pentru a vedea ce conțin cele trei capitole privitoare la responsabilitățile președintelui:
- Cap. I –Alegerea președintelui: eligibilitatea, procedura de alegere, instalarea lui în funcție dar și înlocuirea lui;
- Cap. II – puterea și responsabilitățile președintelui: semnătura de resort, reprezentarea internațională, desemnarea primului ministru, funcția de comandant șef al armatei, ratificarea legilor sunt câteva din responsabilitățile președintelui; prin puterea cu care este învestit el poate să demită cabinetul, parlamentul, să grațieze deținuți, să declare starea de urgență, să emită acte cu caracter legislativ.
- Cap. III – face referiri la responsabilitățile speciale ( e.g. imunitatea).

Ultima parte a constituției, Partea a IV a, cuprinde 4 secțiuni:
- secțiunea I - prevederi speciale
- secțiunea II – revizuirea constituției
- secțiunea III – prevederile în caz de tranziție de la o constituție la alta
- secțiunea IV- prevederile finale printre care se numără de exemplu, dreptul la rezistență.

## Sistemul constituțional al Greciei

### Președintele
Președintele Republicii reglementează funcțiile și puterile statului. El este ales de către Parlament pentru o perioadă de 5 ani; funcția sa fiind incompatibilă cu orice altă funcție sau poziție. Pentru a fi ales președinte, un candidat trebuie să întrunească voturile a două treimi din membrii Parlamentului. 
Președintele este cel care reprezintă statul în raport cu alte state, declară război, încheie tratate de pace, alianțe, cooperări economice cu alte state sau organizații internaționale și, de asemeneaproclamă referendumuri. Președintele are drept de veto asupra legilor aprobate de către Parlament. Conform constituției, președintele are dreptul să numească Primul Ministru, iar la propunerea acestuia numește și revocă ceilalți membrii ai Guvernului și secretarii de stat. Președintele numește ca Prim Ministru pe șeful partidului care dispune în Camera Deputaților de majoritatea absolută. Dacă nici un partid nu dispune de această majoritate, președintele dă o misiune exploratorie șefului de partid care are majoritate relativă, în scopul analizării posibilității de formare a unui Guvern care să obțină votul de încredere al Camerei.

### Parlamentul
Puterea legislativă este exercitată de Parlamentul Grec. Acesta este alcătuit din 300 de membrii care sunt aleși prin intermediul alegerilor directe, de către popor, prin actul votului secret, direct și universal, la fiecare 4 ani. Parlamentul exercită și controlul direct asupra Guvernului; îl controlează pe președintele Republicii și acordă votul de încredere Guvernului, în conformitate cu autoritatea Republicii Parlamentare instaurată în 1986.
Ceea ce este deosebit de interesant în cadrul Parlamentului Grec, este că în spațiile alocate Parlamentului se organizează anual un corp parlamentar special, de obicei în luna iunie sau iulie, numit „Parlamentul Tinerilor”. Din Parlamentul Tinerilor fac parte elevi din Grecia și Cipru aleși în cadrul școlilor printr-o procedură bine stabilită.

### Executivul
Guvernul (cabinetul) concentrează puterea executivă și este format din Prim Ministru și miniștrii. Guvernul determină și conduce politica generală a statului cu respectarea Constituției și a celorlalte legi. Prim Ministrul trebuie să vegheze unitatea Guvernului și să conducă activitatea acestuia, ca și pe aceea a serviciilor publice în general în vederea implementării politicilor guvernamentale în limitele legii. Guvernul trebuie să se bucure de încrederea Parlamentului. Membrii cabinetului și Prim Ministrul sunt în mod solidar răspunzători pentru politicile generale ale guvernului.

### Sistemul judiciar
Justiția este administrată de Curți (Instanțe), care constau în judecători ordinari care se bucură de independență personală și funcțională. Există o Curte Supremă, Curți de Apel și Curți de Primă 
Instanță. Un Tribunal Special Suprem se ocupă de concilierea conflictelor dintre Curți și Autoritățile administrative sau dintre Consiliul de Stat (cea mai înaltă instanță) și Curțile Administrative Regulare. 
În Grecia, ca și în toate țările Uniunii Europene, nu se aplică pedeapsa cu moartea. Constituția Greciei repetă ferm în ultimul articol interdicția concretă a acestei pedepse.

### Sistemul administrativ
Constituția Greciei reglementează administrația de stat pe baza unui sistem de desconcentrare, încredințând gestiunea afacerilor locale colectivității locale care se bucură de autonomie administrativă (Constituția Greciei, art. 102, pct.2).
Din punct de vedere administrativ, Grecia este împărțită în 14 zone, 51 de județe, pe lângă acestea adăugându-se și regiunea autonomă „Muntele Sfânt”. La nivel administrativ local, programul „kapodistrias” a reorganizat harta administrativă a țării, înlocuind vechile comune cu noi municipii mai mari și unitare. Primarii și prefecții țării sunt aleși prin vot de către populație odată la 4 ani, în timp ce conducătorii zonelor sunt desemnați în mod direct de către Guvern. Dreptul la vot, în Grecia, este universal și obligatoriu pentru toți cătățenii care au ajuns la vârsta majoratului.

## Religia

### Muntele Athos
O chestiune aparte ce apare in Constituția Republicii Elene este Capitolul 3 din secțiunea a VI-a a părții a treia. Acesta se referă la regimul muntelui Athos. Acesta este statuat ca o regiune cu autonomie față de statul grec, fără însă a-i știrbi suveranitatea acestuia din urmă. De fapt, Muntele Athos intră sub directa jurisdicție a Patriarhiei Ecumenice. Practic, pe muntele Athos cei care “guvernează” sunt cei 20 de preoți ai mănăstirii între care se și împarte peninsula. Aceștia formează împreună Sfânta Comunitate. Teritoriul Muntelui Athos nu poate fi expropriat. Aceasta este una din particularitățile Constituției Greciei.

## Statutul femeii
În Grecia femeile au exact aceleași drepturi ca și bărbații. Orice fel de discriminare este interzisă prin lege. În ceea ce privește egalitatea sexelor și protejarea drepturilor femeii, legislația elenă este una dintre cele mai dezvoltate din Europa. Președinția Parlamentului este ocupată chiar de o femeie, Anna Psarouda Benaki.